# Società Sportiva Casalecchio 1921
La Società Sportiva Casalecchio 1921, nota come Casalecchio 1921 o più semplicemente come Casalecchio, è una società calcistica italiana con sede a Casalecchio di Reno, nella città metropolitana di Bologna. Milita in Terza Categoria, il nono livello della piramide calcistica italiana.

## Storia
Fondata nel 1921, nel 1933-1934 prese parte al campionato di Prima Divisione (l'attuale terzo livello). La permanenza in Prima Divisione durò solo una stagione, dopodiché la squadra ritornò nei campionati inferiori in ambito regionale.
Negli anni recenti la squadra biancoverde ha disputato qualche campionato di Eccellenza Emilia-Romagna per poi tornare in Promozione al termine della stagione 2006-2007 e in Prima Categoria la stagione successiva (2007-2008) e nel 2019-20. L'ex portiere della Lazio, Marco Ballotta, vi ha giocato nel 1983.

## Palmarès

### Competizioni regionali
- Prima Categoria: 2

2009-2010, 2020-2021 (girone G)
- Campionato italiano di terza divisione: 2

1924-1925 (girone B), 1926-1927 (girone B)